# Tulkarem
Tulkarem ou Toulkarem (en arabe : طولكرم, Ṭūlkarm ) est une ville en Cisjordanie située au bord de la ligne verte, à 15 kilomètres de la mer Méditerranée.
La population est assez dense dans le district de Tulkarem, et deux fois plus dense que celles de Ramallah, Bethléem ou Hébron. Elle comprenait 58 962 habitants en 2006, pour une superficie de 28 793 dunams (28,8 km2). La ligne d'armistice de 1949 délimite la ville sur toute sa partie ouest mais ne l'a pas empêché d’accroitre sa population.

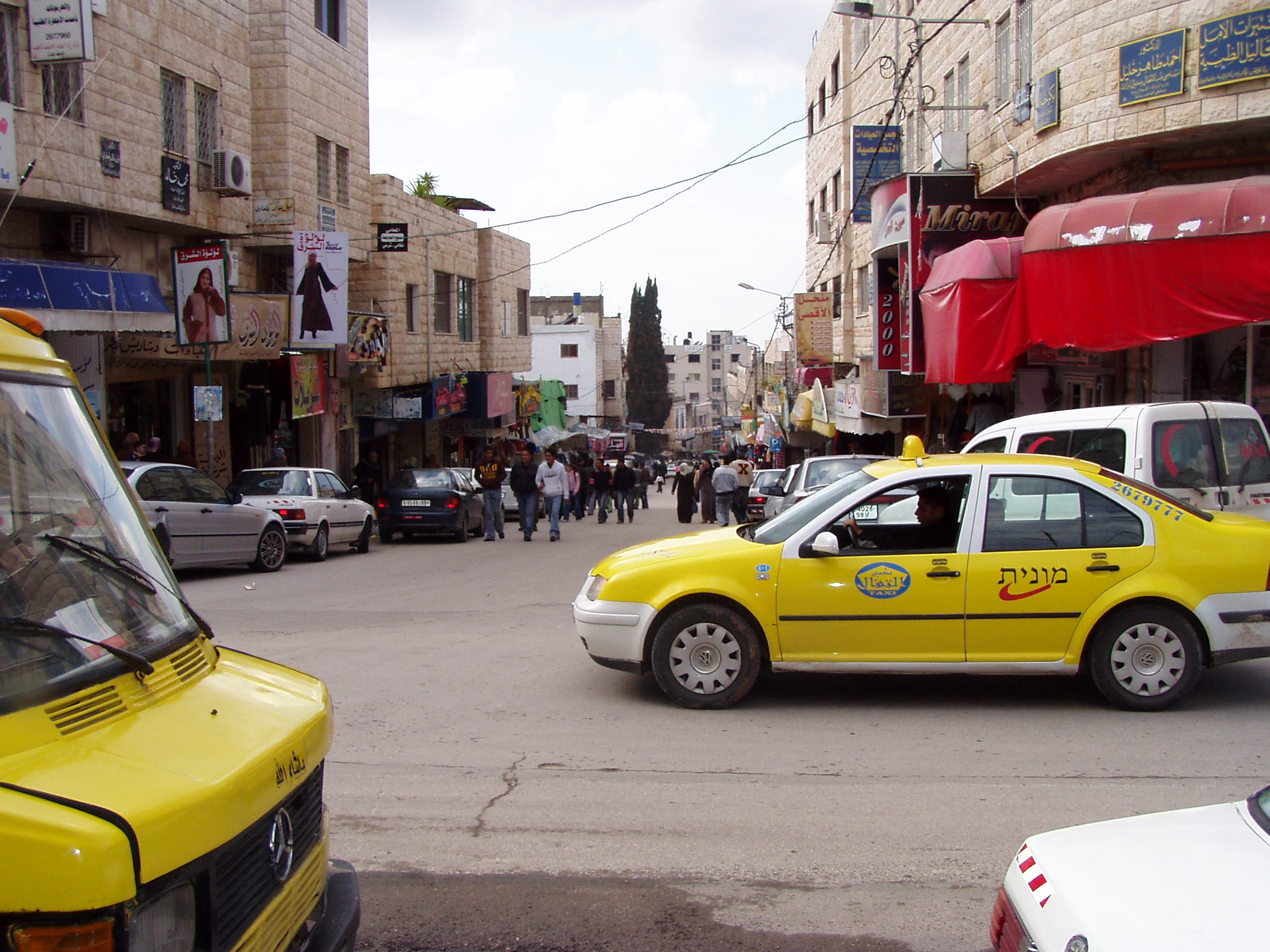
Vue de la rue de Paris.

## Géographie
La ville se trouve à 15 km à l'ouest de Naplouse, à 9 km d'Anabta et à 15 km à l'est de la ville côtière Netanya.

## Histoire
L'endroit a été fondé par les Cananéens en 3 000 av. J.-C. Les Romains y établissent un poste-frontière du nom de Berat Soreqa. Le nom actuel dérive de l'araméen Tourkarma, ce qui signifie montagne des vignes. L'endroit est un point d'arrêt des caravanes entre l'Égypte et le Levant.
La localité actuelle date de l'époque des mamelouks au XIIIe siècle. À l'époque ottomane en 1596, la ville dépend de Naplouse dans les registres d'imposition. Elle avait alors 176 foyers, tous musulmans. Elle acquiert le statut de ville en 1886 et s'agrandit encore lorsqu'elle se trouve en 1908 sur la ligne de chemin de fer du Hedjaz qui la relie à l'Égypte et à Haïfa, ainsi qu'à la Syrie et à la Jordanie.
L'occupation britannique de la Palestine à partir de novembre 1917 met fin à l'autorité ottomane. Ensuite le pays passe sous mandat britannique. Le recensement de 1931 comptabilise à Tulkarem 4 540 musulmans, 255 chrétiens, 18 juifs, 12 Samaritains et 2 Druzes.
La ligne de démarcation de 1948 passe par l'agglomération et la coupe en deux. Le massacre de Kafr Qassim a lieu à proximité. Elle passe entièrement sous administration israélienne après la guerre des Six Jours.
En octobre 2023, dans le cadre de la guerre à Gaza déclenchée par l'attaque du Hamas contre Israël le 7 octobre, la ville est le théâtre d'une incursion militaire israélienne qui dura deux jours. L'incurtion tue 12 Palestiniens et un policier israélien,. Des raids frappent depuis régulièrement la ville et le camp de réfugiés : les maisons sont bombardées ou démolies par l’armée israélienne, les rues sont éventrées, les systèmes d'approvisionnement en eau et d'assainissement sont détruits et l'électricité coupée. L'ONG Médecins sans frontières témoigne également « d'attaques incessantes et systématiques contre le personnel de santé ».
Huit personnes, dont deux femmes, sont tuées le 25 décembre 2024 dans un autre raid israélien. L'armée israélienne lance une grande offensive à partir de janvier 2025 contre Tulkarem et d'autres villes palestiniennes.

## Climat
Elle bénéficie d'un climat subtropical avec des précipitations surtout en hiver. La température moyenne en hiver va de 8 °C à 16 °C et en été de 17 °C à 30 °C. La température est relativement clémente grâce à la brise marine et les températures d'août excèdent donc rarement 27 °C.

## Personnalités
- Rania de Jordanie (1970-), reine de Jordanie
- Ekrem Akurgal (1911-2002), archéologue
- Shakib Dallal (1920-1991), homme politique